# بينيث أسترالي
البينيث الأستراليّ أو بينيث صغير، (الاسم العلمي : Sarda australis) هو نوع من السمك الذي ينتمي لعائلة إسقمريات، يتواجد هذا النوع من السمك في شرق أستراليا ونيوزيلندا. تسبح هذه الاسماك في أعماق تصل إلى حوالي 30 م (98 قدم)، في المياه المفتوحة. طولها بشكل عام هو حوالي 40–45 سنتيمتر (16–18 بوصة)، ووزنها يتراوح بين حوالي 1.8–2.3 كيلوغرام (4.0–5.1 رطل). الحد الأقصى لطول هذه الاسماك هو حوالي 100 سنتيمتر (39 بوصة)، والحد الاقصى لوزنها هو حوالي 9.4 كيلوغرام (21 رطل).